# Mandát Nebes
Mandát Nebes (čínsky v českém přepisu tchien-ming, pchin-jinem tiānmìng, znaky 天命) je ve starém čínském politickém chápání božské oprávnění panovníka vládnout zemi.
Počátky ideologického konceptu mandátu Nebes jsou spojeny s nástupem dynastie Čou, která v 11. století př. n. l. svrhla dosud panující dynastii Šang. Prvním, kdo se na mandát Nebes odvolával byl bratr krále Wu, vítěze nad Šangy, vévoda Tan z Čou, který po předčasné smrti svého staršího bratra spravoval říši jako regent za králova malého syna (pozdějšího krále Čchenga).
Panovníci předchozí dynastie Šang odvozovali svou moc od svých zemřelých zbožštělých předků, které uctívali a s nimiž pomocí různých šamanských praktik (alkoholové opojení, věštění s pomocí hovězích lopatek a želvích krunýřů) často (téměř denně) „komunikovali“. Čouové se naproti tomu odvolávali na neosobní nejvyšší božstvo, označované jako „Nebesa“ (天, Tchien). Nebesa podle nich propůjčí moc tomu, kdo je schopen vládnout spravedlivě, v souladu s mravním a přírodním řádem. Nehodnému vladaři pak obdobně mohou (a musí) oprávnění k vládě odejmout a předat je jinému. Vévoda z Čou zdůvodňoval poraženým Šangům nástup svého rodu poukazem na to, že kdyby nebyl poslední šangský král tak zkažený, nepozbyl by nebeského mandátu.
Čouská ideologie, ospravedlňující svržení Šangů, se pro následující tři tisíciletí stala důležitým inventářem čínské politiky. Jelikož způsobilost k převzetí nebeského mandátu nebyla nijak vázána na urozené předky, ale výhradně na schopnosti řádně vládnout, mohl se císařem stát i člověk prostého původu, jako v případě zakladatelů dynastií Chan a Ming (první mingský císař Chung-wu býval v mládí dokonce žebrákem).
Postupem času byl koncept mandátu Nebes spojen s představou dynastického cyklu v němž:
1. Nový vládce sjednotí Čínu a založí novou dynastii.
2. Země zprvu prosperuje a zažívá nový zlatý věk.
3. Postupně se však vládnoucí rodina stává nemorální, na dvoře bují korupce a říše upadá.
4. Dynastie ztrácí mandát Nebes, opravňující ji k vládě a je svržena povstáním. Nebeský mandát přechází na další, silnější, dynastii.

To, že mandát Nebes není pro nikoho trvalým vlastnictvím a panovník ho musí zůstat hoden (jak zdůrazňoval Mencius), silně kontrastuje se středověkým pojetím božského původu dědičné královské moci v Evropě. Evropské chápání královské moci považovalo každý pokus o svržení nehodného panovníka či omezení jeho vlivu za protivení se boží vůli.
Pojetí vladařské moci založené na mandátu Nebes na jedné straně zdůrazňovalo absolutní svrchovanost císaře vládnoucího všemu Podnebesí, na druhé straně jej svazovalo velkou odpovědností. Tak, jak byl císař nad svou říší neomezeným pánem, za její osudy svou osobou plně odpovídal. Císař musel řádně uctívat své předky coby vzor synovské oddanosti, jménem všeho lidu musel vykonávat obětní rituály uctívající Nebesa a Zemi. Musel si počínat spravedlivě a pečovat o blaho svých poddaných a zároveň dbát, aby v celé zemi panoval řád. Taková byla ideální představa.
V praxi byl samozřejmě každý pokus o vzpouru okamžitě a tvrdě potlačen. To ale platilo jen dokud byla dynastie silná. V dobách úpadku mohla nepříznivá znamení snadno zapůsobit jako rozhodující podnět ke svržení dynastie. Znamením nepřízně Nebes mohly být nejen nepokoje, ale také přírodní pohromy (zemětřesení, povodně, sucha, hladomory) ba i neobvyklé úkazy (komety, konjunkce planet, pády meteoritů) na něž byly v krizových obdobích široké vrstvy obyvatelstva velmi citlivé.
Tato víra je mezi Číňany hluboce zakořeněna dodnes. Kupříkladu katastrofální zemětřesení v Tchang-šanu roku 1976 mnozí lidé dávali do souvislosti s úmrtími několika předních čínských představitelů (Čou En-laj, Ču Te, Mao Ce-tung), k nimž v témže roce došlo. Do čela vlády a Komunistické strany Číny tehdy nastoupil Chua Kuo-feng, což znamenalo konec neblaze proslulého období Kulturní revoluce.